# Sigurd Hammarstrand
Sigurd Hammarstrand, född den 3 oktober 1880 i Örgryte församling, Göteborgs och Bohus län, död den 21 november 1953 i Göteborgs domkyrkoförsamling, Göteborgs och Bohus län, var en svensk ingenjör.
Hammarstrand, som var son till kronouppbördskassör Gustaf Hammarstrand och Sigrid Sjöwall, avlade studentexamen vid Göteborgs realläroverk 1899, avgångsexamen från Chalmers tekniska institut 1902 och innehade Mendel Elias Delbancos tekniska stipendium 1903. Han var anställd vid Göteborgs spårvägar 1903, innehade olika anställningar i USA 1903–1905, vid Berliner Maschinenbau AG 1905–1906, var ingenjör vid Fredrik Lamms elektrotekniska konsultationsbyrå 1906, vid Göteborgs elverks nyanläggningar 1907, blev distributionsingenjör vid Göteborgs elverk 1908, direktör där 1910 och var direktör för Göteborgs stads gas- och elverk 1915–1945.